# Nordiska världsrekord i friidrott

## Gällande världsrekord som satts av nordiska friidrottare

### Utomhus, herrar
| Gren       | Resultat | Person           | Land    | Datum      |
| ---------- | -------- | ---------------- | ------- | ---------- |
| 400 m häck | 45,94    | Karsten Warholm  | Norge   | 2021-08-03 |
| Stavhopp   | 6,29     | Armand Duplantis | Sverige | 2025-08-12 |
|            |          |                  |         |            |

### Inomhus, damer
| Gren          | Resultat | Person          | Land    | Datum      |
| ------------- | -------- | --------------- | ------- | ---------- |
| Höjdhopp      | 2,08     | Kajsa Bergqvist | Sverige | 2006-02-04 |
| 60 meter häck | 7,68     | Susanna Kallur  | Sverige | 2008-02-10 |

### Inomhus, herrar
| Gren     | Resultat | Person           | Land    | Datum      |
| -------- | -------- | ---------------- | ------- | ---------- |
| Stavhopp | 6,20     | Armand Duplantis | Sverige | 2022-03-20 |

## Äldre, numera slagna, världsrekord som satts av nordiska friidrottare

### Utomhus, herrar
- AIK, Sverige, 4 x 200 m, 1.36,0, 1908-09-13
- Hannes Kolehmainen, Finland, 5 000 m, 14.36,6, 1912-07-10
- Hannes Kolehmainen, Finland, 3 000 m, 8.36,8, 1912-07-12
- Eric Lemming, Sverige, spjut, 62.32, 1912-09-29
- Tatu Kolehmainen, Finland, 20 000 m, 1.07.40,2, 1913-05-18
- Albin Stenroos, Finland, 30 000 m, 1.48.06,2, 1915-09-26
- John Zander, Sverige, 1 500 m, 3.54,7, 1917-08-05
- John Zander, Sverige, 2 000 m, 5.30,4, 1918-06-16
- John Zander, Sverige, 3 000 m, 8.33,2, 1918-08-07
- Anatole Bolin, Sverige, 1 000 m, 2.29,1, 1918-09-22
- IK Göta Stockholm, Sverige, 4 x 1 500 m, 16.40,2, 1919-08-12
- Jonni Myyrä, Finland, spjut, 66.10, 1919-08-24
- Hannes Kolehmainen, Finland, 25 000 m, 1.26.29,6, 1920-10-20
- Paavo Nurmi, Finland, 10 000 m, 30.40,2, 1921-06-22
- Hannes Kolehmainen, Finland, 25 000 m, 1.25.20,0, 1922-06-22
- Paavo Nurmi, Finland, 3 000 m, 8.28,6, 1922-08-27
- Charles Hoff, Norge, stav, 4.12, 1922-09-03
- Paavo Nurmi, Finland, 2 000 m, 5.26,4, 1922-09-04
- Paavo Nurmi, Finland, 5 000 m, 14.35,4, 1922-09-12
- Sven Lundgren, Sverige, 1 000 m, 2.28,6, 1922-09-27
- Hannes Kolehmainen, Finland, 30 000 m, 1.47.13,4, 1922-10-01
- Charles Hoff, Norge, stav, 4.21, 1923-07-22
- Paavo Nurmi, Finland, 1 eng mil, 4.10,4, 1923-08-23
- Albin Stenroos, Finland, 20 000 m, 1.07.11,2, 1923-09-09
- Ville Ritola, Finland, 10 000 m, 30.35,4, 1924-05-25
- Paavo Nurmi, Finland, 1 500 m, 3.52,6, 1924-06-19
- Paavo Nurmi, Finland, 5 000 m, 14.28,2, 1924-06-19
- Ville Ritola, Finland, 10 000 m, 30.23,2, 1924-07-06
- Paavo Nurmi, Finland, 10 000 m, 30.06,2, 1924-08-31
- Ville Kyrönen, Finland, 20 000 m, 1.07.07,2, 1924-08-31
- Albin Stenroos, Finland, 30 000 m, 1.46.11,6, 1924-08-31
- Gunnar Lindström, Sverige, spjut, 66.62, 1924-10-12
- Edvin Wide, Sverige, 3 000 m, 8.27,6, 1925-06-07
- Edvin Wide, Sverige, 2 000 m, 5.26,0, 1925-06-11
- Väinö Sipilä, Finland, 20 000 m, 1.06.29,0, 1925-06-19
- IF Linnéa Stockholm, Sverige, 4 x 1 500 m, 16.37,0, 1925-08-02
- Charles Hoff, Norge, stav, 4.23, 1925-08-13
- Charles Hoff, Norge, stav, 4.25, 1925-09-27
- Sten Pettersson, Sverige, 400 m häck, 53,8, 1925-10-04
- Paavo Nurmi, Finland, 3 000 m, 8.25,4, 1926-05-24
- Turun Urheiluliitto Turku, Finland, 4 x 1 500 m, 16.26,2, 1926-07-12
- Paavo Nurmi, Finland, 3 000 m, 8.20,4, 1926-07-13
- Turun Urheiluliitto Turku, Finland, 4 x 1 500 m, 16.11,4, 1926-07-17
- Paavo Yrjölä, Finland, tiokamp, 7820,93, 1926-07-18
- Paavo Nurmi, Finland, 2 000 m, 5.24,6, 1927-06-18
- Paavo Yrjölä, Finland, tiokamp, 7995,19, 1927-07-17
- Eino Borg, Finland, 2 000 m, 5.23,4, 1927-08-09
- Sten Pettersson, Sverige, 110 m häck, 14,8, 1927-09-18
- Eino Penttilä, Finland, spjut, 69.88, 1927-10-08
- Paavo Yrjölä, Finland, tiokamp, 8 053.29, 1928-08-04
- Erik Lundqvist, Sverige, spjut, 71,01, 1928-08-15
- Martti Marttelin, Finland, 25 000 m, 1.24.24,0, 1928-09-16
- Väinö Sipilä, Finland, 30 000 m, 1.43.07,8, 1928-09-16
- Paavo Nurmi, Finland, entimmeslöpning, 19 210 m, 1928-10-07
- Eric Wennström, Sverige, 110 m häck, 14,4, 1929-08-25
- Akilles Järvinen, Finland, tiokamp, 8 255.475, 1930-07-20
- Matti Järvinen, Finland, spjut, 71,57, 1930-08-08
- Matti Järvinen, Finland, spjut, 71,70, 1930-08-17
- Matti Järvinen, Finland, spjut, 71,88, 1930-08-31
- Paavo Nurmi, Finland, 20 000 m, 1.04.38,4, 1930-09-03
- Matti Järvinen, Finland, spjut, 72,93, 1930-09-14
- Martti Marttelin, Finland, 25 000 m, 1.22.28,8, 1930-09-14
- Bengt Sjöstedt, Finland, 110 m häck, 14,4, 1931-09-05
- Lauri Lehtinen, Finland, 5 000 m, 14.17,0, 1932-06-19
- Matti Järvinen, Finland, spjut, 74,02, 1932-06-27
- Matti Järvinen, Finland, spjut, 74,28, 1933-05-25
- Matti Järvinen, Finland, spjut, 74,61, 1933-06-07
- Matti Järvinen, Finland, spjut, 76.10, 1933-06-15
- Henry Nielsen, Danmark, 3 000 m, 8.18,4, 1934-07-24
- Harald Andersson, Sverige, diskus, 52.42, 1934-08-25
- Matti Järvinen, Finland, spjut, 76.66, 1934-09-07
- Matti Järvinen, Finland, spjut, 77.23, 1936-06-18
- Gunnar Höckert, Finland, 3 000 m, 8.14,8, 1936-09-16
- Henry Jonsson, Sverige, 2 000 m, 5.18,4, 1937-07-02
- Ilmari Salminen, Finland, 10 000 m, 30.05,6, 1937-07-18
- Yrjö Nikkanen, Finland, spjut, 77,87, 1938-08-25
- Taisto Mäki, Finland, 10 000 m, 30.02,0, 1938-09-29
- Yrjö Nikkanen, Finland, spjut, 78.70, 1938-10-16
- Taisto Mäki, Finland, 5 000 m, 14.08,8, 1939-06-16
- Erkki Tamila, Finland, 25 000 m, 1.21.27,0, 1939-09-03
- Taisto Mäki, Finland, 10 000 m, 29.52,6, 1939-09-17
- Finland, 4 x 1 500 m, 15.54,8, 1939-09-17
- Henry Kälarne, Sverige, 3 000 m, 8.09,0, 1940-08-14
- Brandkårens IK Stockholm, Sverige, 4 x 1 500 m, 15.42,0, 1941-08-03
- Gunder Hägg, Sverige, 1 500 m, 3.47,6, 1941-08-10
- Gunder Hägg, Sverige, 1 eng mil, 4.06,2, 1942-07-01
- Arne Andersson, Sverige, 1 eng mil, 4.06,2, 1942-07-10
- Gunder Hägg, Sverige, 1 500 m, 3.45,8, 1942-07-17
- Gunder Hägg, Sverige, 2 000 m, 5.16,4, 1942-07-21
- Gunder Hägg, Sverige, 2 000 m, 5.11,8, 1942-08-23
- Gunder Hägg, Sverige, 3 000 m, 8.01,2, 1942-08-28
- Gunder Hägg, Sverige, 1 eng mil, 4.04,6, 1942-09-04
- Gunder Hägg, Sverige, 5 000 m, 13.58,2, 1942-09-20
- Arne Andersson, Sverige, 1 eng mil, 4.02,6, 1943-07-01
- Arne Andersson, Sverige, 1 500 m, 3.45,0, 1943-08-17
- Gunder Hägg, Sverige, 1 500 m, 3.43,0, 1944-07-07
- Arne Andersson, Sverige, 1 eng mil, 4.01,6, 1944-07-18
- Viljo Heino, Finland, 10 000 m, 29.35,4, 1944-08-25
- Gunder Hägg, Sverige, 1 eng mil, 4.01,4, 1945-07-17
- Malmö AI, Sverige, 4 x 1 500 m, 15.38,6, 1945-07-29
- Viljo Heino, Finland, entimmeslöpning, 19 339 m, 1945-09-30
- Rune Gustafsson, Sverige, 1 000 m, 2.21,4, 1946-09-04
- Sverige, 4 x 800 m, 7.29,0, 1946-09-13
- Lennart Strand, Sverige, 1 500 m, 3.43,0, 1947-07-15
- Gefle IF, Sverige, 4 x 1 500 m, 15.34,6, 1947-07-27
- Mikko Hietanen, Finland, 30 000 m, 1.40.49,8, 1947-09-28
- Mikko Hietanen, Finland, 25 000 m, 1.20.14,0, 1948-05-23
- Mikko Hietanen, Finland, 30 000 m, 1.40.46,4, 1948-06-20
- Gefle IF, Sverige, 4 x 1 500 m, 15.30,2, 1949-07-03
- Viljo Heino, Finland, 10 000 m, 29.27,2, 1949-09-01
- Viljo Heino, Finland, 20 000 m, 1.02.40,0, 1949-09-22
- Olle Åberg, Sverige, 1 000 m, 2.21,3, 1952-08-10
- Sverre Strandli, Norge, slägga, 61.25, 1952-09-14
- Sverre Strandli, Norge, slägga, 62.36, 1953-09-05
- Audun Boysen, Norge, 1 000 m, 2.20,4, 1953-09-17
- Audun Boysen, Norge, 1 000 m, 2.19,5, 1954-08-18
- Pentti Karvonen, Finland, 3 000 m hinder, 8.47,8, 1955-07-01
- Pentti Karvonen, Finland, 3 000 m hinder, 8.45,4, 1955-07-15
- Audun Boysen, Norge, 1 000 m, 2.19,0, 1955-08-30
- Gunnar Nielsen, Danmark, 1 500 m, 3.40,8, 1955-09-06
- Soini Nikkinen, Finland, spjut, 83.56, 1956-06-24
- Antti Viskari, Finland, 30 000 m, 1.35.03,6, 1956-10-21
- Egil Danielsen, Norge, spjut, 85.71, 1956-11-26
- Olavi Salsola, Finland, 1 500 m, 3.40,2, 1957-07-11
- Olavi Salonen, Finland, 1 500 m, 3.40,2, 1957-07-11
- Dan Waern, Sverige, 1 000 m, 2.18,1, 1958-09-19
- Dan Waern, Sverige, 1 000 m, 2.17,8, 1959-08-21
- Pentti Nikula, Finland, stav, 4.94, 1962-06-22
- Terje Pedersen, Norge, spjut, 87.12, 1964-07-01
- Terje Pedersen, Norge, spjut, 91.72, 1964-09-02
- Jouko Kuha, Finland, 3000 m hinder, 8:24,2, 1968-07-17
- Jorma Kinnunen, Finland, spjut, 92.70, 1969-06-18
- Kjell Isaksson, Sverige, stav, 5.51, 1972-04-08
- Kjell Isaksson, Sverige, stav, 5.54, 1972-04-15
- Kjell Isaksson, Sverige, stav, 5.55, 1972-06-12
- Ricky Bruch, Sverige, diskus, 68.40, 1972-07-05
- Lasse Virén, Finland, 10 000 m, 27.38,4, 1972-09-03
- Anders Gärderud, Sverige, 3000 m hinder, 8:20,8, 1972-09-14
- Lasse Virén, Finland, 5 000 m, 13.16,4, 1972-09-14
- Seppo Nikkari, Finland, 25 000 m, 1.14.55,6, 1973-10-14
- Pekka Päivärinta, Finland, 25 000 m, 1.14.16,8, 1975-05-15
- Anders Gärderud, Sverige, 3000 m hinder, 8:10,4, 1975-06-25
- Anders Gärderud, Sverige, 3000 m hinder, 8:09,8, 1975-07-01
- Anders Gärderud, Sverige, 3000 m hinder, 8:08,0, 1976-07-28
- Patrik Sjöberg, Sverige, höjdhopp, 2,42, 1987-06-30
- Patrik Bodén, Sverige, spjut,  89,10, 1990-03-24
- Seppo Räty, Finland, spjut, 91.98, 1991-05-06
- Seppo Räty, Finland, spjut, 96.96, 1991-06-02
- Wilson Kipketer, Danmark, 800 m, 1.41,73, 1997-07-07
- Wilson Kipketer, Danmark, 800 m, 1.41,24, 1997-08-13
- Wilson Kipketer, Danmark, 800 m, 1.41,11, 1997-08-24
- Karsten Warholm, Norge, 400 m häck,  46,70, 2021-07-01

### Utomhus, damer
- Inga Gentzel, Sverige, 800 m, 2.20,4, 1928-06-16
- Anna Larsson, Sverige, 800 m, 2.15,9, 1944-08-27
- Anna Larsson, Sverige, 800 m, 2.14,8, 1945-08-19
- Anna Larsson, Sverige, 800 m, 2.13,8, 1945-08-30
- Riitta Salin, Finland, 400 m, 50,14, 1974-09-04
- Grete Andersen/Waitz, Norge, 3 000 m, 8.46,6, 1975-06-24
- Grete Waitz, Norge, 3 000 m, 8.45,4, 1976-06-21
- Tiina Lillak, Finland, spjut, 72.40, 1982-07-29
- Tiina Lillak, Finland, spjut, 74.76, 1983-06-13
- Ingrid Kristiansen, Norge, 5 000 m, 14.58,89, 1984-06-28
- Ingrid Kristiansen, Norge, 10 000 m, 30.59,42, 1985-07-27
- Ingrid Kristiansen, Norge, 10 000 m, 30.13,74, 1986-07-05
- Ingrid Kristiansen, Norge, 5 000 m, 14.37,33, 1986-08-05
- Trine Hattestad, Norge, spjut, 68.22, 2000-06-30
- Trine Hattestad, Norge, spjut, 69.48, 2000-07-28

### Inomhus, herrar
- Patrik Sjöberg, Sverige, höjd, 2,41, 1987-02-01
- Wilson Kipketer, Danmark, 800 m, 1.43,96, 1997-03-07
- Wilson Kipketer, Danmark, 1000 m, 2.14,96, 2000-02-20
- Christian Olsson, Sverige, tresteg, 17,83, 2004-03-07
- Armand Duplantis, Sverige, stavhopp, 6,17, 2020-02-08
- Armand Duplantis, Sverige, stavhopp, 6,18, 2020-02-15
- Armand Duplantis, Sverige, stavhopp, 6,19, 2022-03-07